# Yanni Voices
Yanni Voices è il quattordicesimo album in studio del compositore greco Yanni, pubblicato il 24 marzo 2009.

## Tracce
1. Omaggio (Tribute)
2. The Keeper
3. Our Days
4. Never Leave the Sun
5. Before the Night Ends
6. 1001
7. Mas Alla
8. Unico amore (Enchantment)
9. Vivi il tuo sogno (Almost a Whisper)
10. Orchid
11. Set Me Free
12. Kill Me with Your Love
13. Mi Todo Eres Tu (Until the Last Moment)
14. Ritual De Amor (Desire)
15. Moments Without Time
16. Nei tuoi occhi (In the Miror)
17. Amare di nuovo (Adagio in C Minor)